# 雲門寺 (南韓)
雲門寺（韓語：운문사）是位於韓國慶尚北道太白山脈最南端的一座佛教寺廟。建於真興王二十一年（公元560年）。大約在新羅末期，寺廟被擴建並改名為大鵲岬寺（韩语：／ Daezak Gabsi），但它於太祖二十年（公元937年）改名為雲門寺。在日本將軍豐臣秀吉入侵朝鮮半島（1592—1598年）期間，部分寺廟被摧毀。
雲門寺是曹溪宗的寺廟。1950年成為韓國最大的比丘尼培訓中心。

## 畫廊

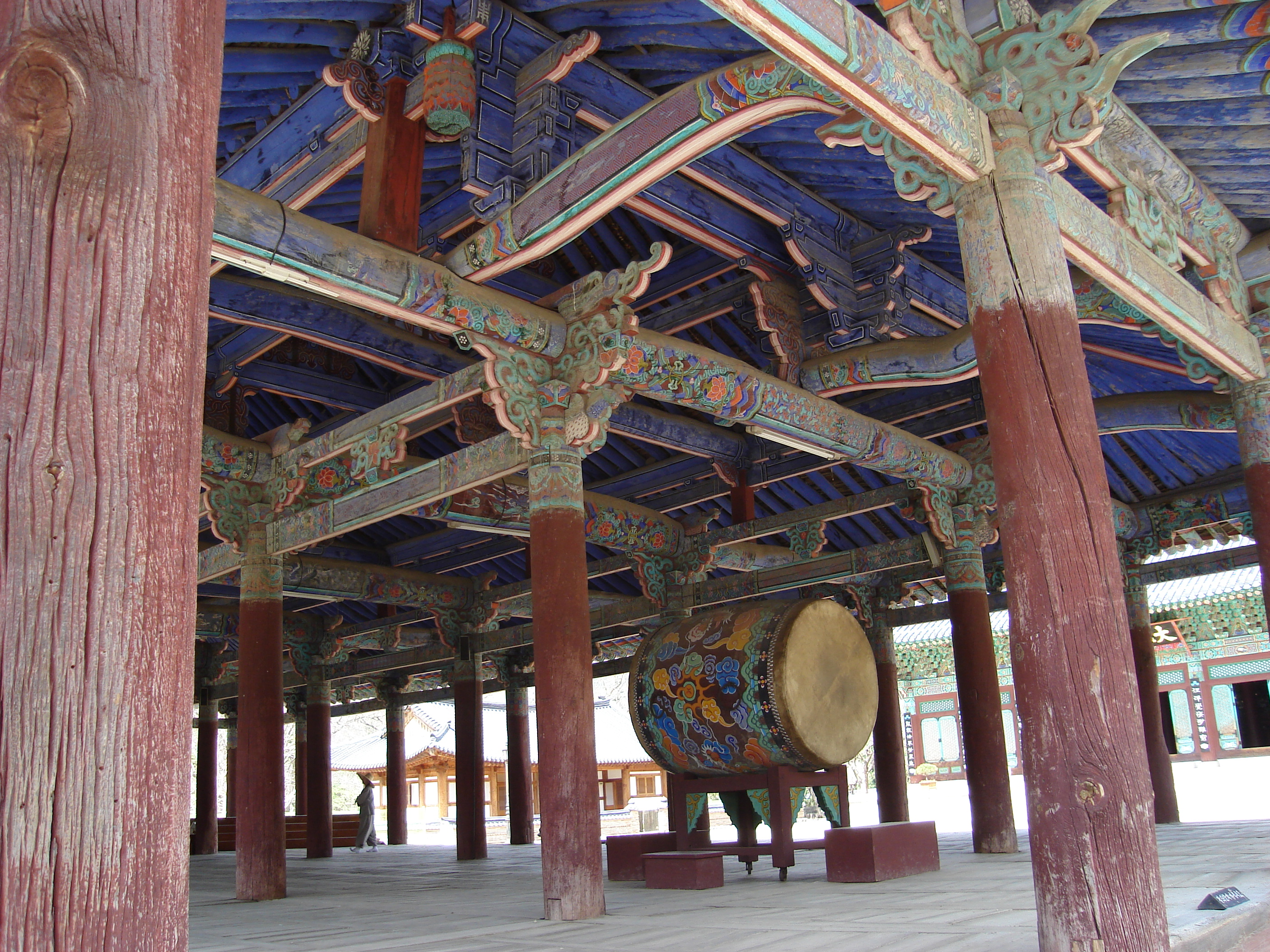
會堂內的雲門寺鼓
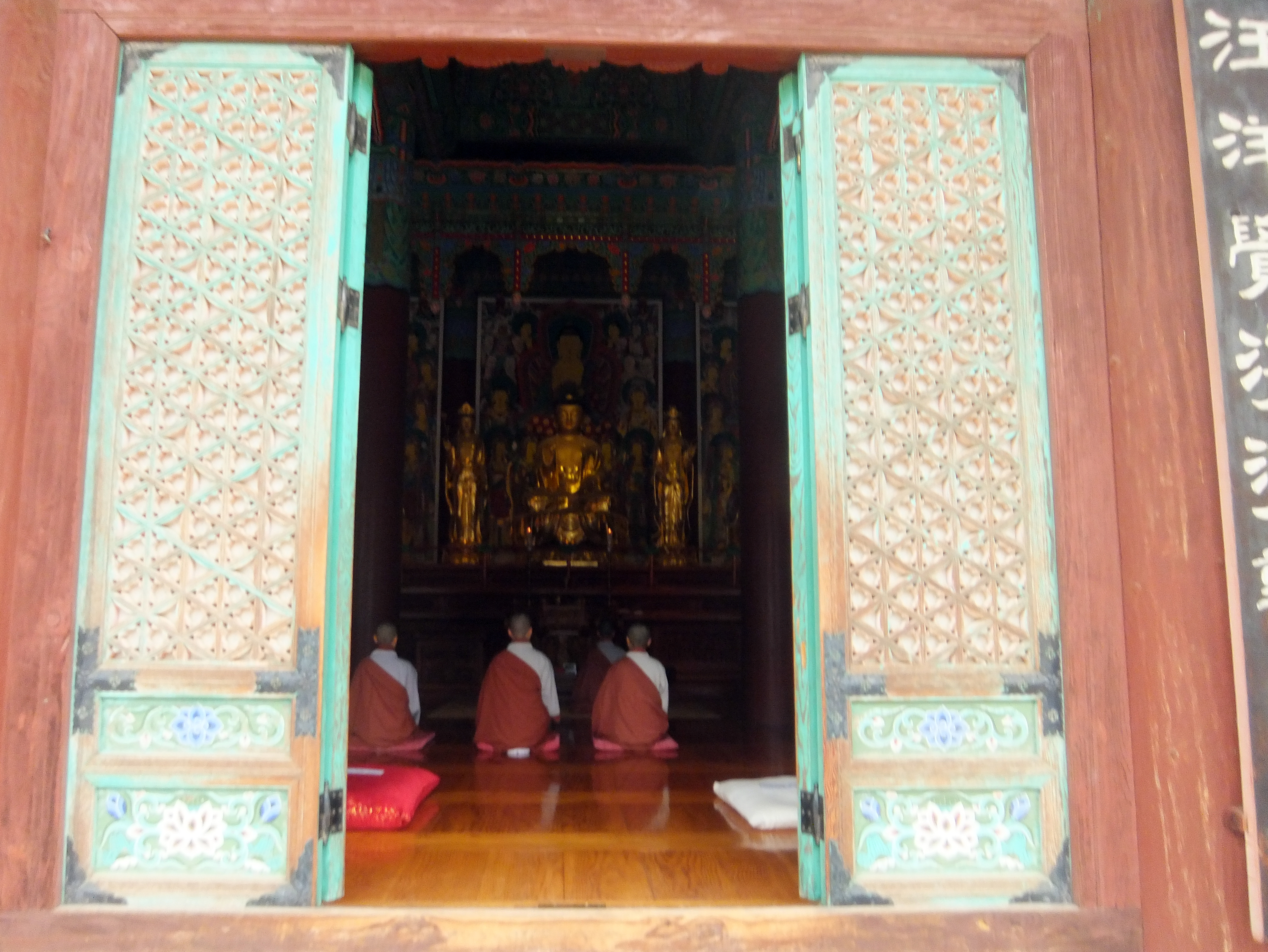
大雄殿中的比丘尼